# Mesoleius brevipalpis
Mesoleius brevipalpis är en stekelart som beskrevs av Thomson 1894. Mesoleius brevipalpis ingår i släktet Mesoleius och familjen brokparasitsteklar. Arten är reproducerande i Sverige. Inga underarter finns listade i Catalogue of Life.